# Mont Nabemba
Mont Nabemba eller Nabeba är med cirka 1020 m över havet Kongo-Brazzavilles högsta berg. Det ligger i departementet Sangha, i den nordvästra delen av landet, 700 km norr om huvudstaden Brazzaville.